# Qubāʾ-Moschee

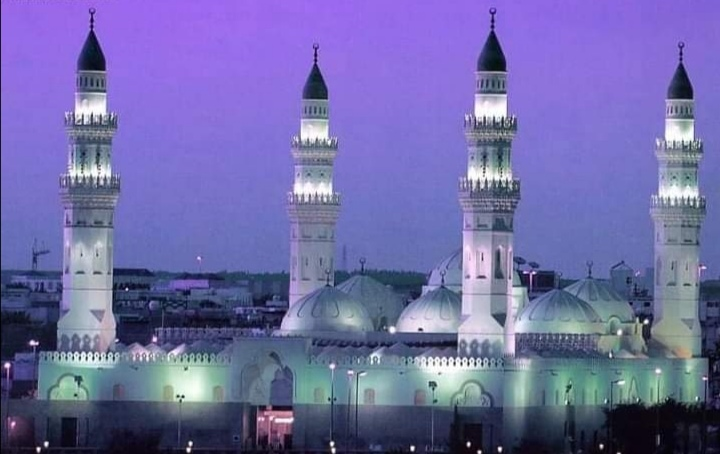
Die moderne Moschee von Qubāʾ

Die Moschee von Qubāʾ (arabisch مسجد قباء masdschid Qubāʾ, DMG masǧid Qubāʾ) ist eine Moschee in Qubāʾ am südlichen Stadtrand von Medina in Saudi-Arabien, deren heutiger Bau aus dem 20. Jahrhundert stammt. An dieser Stelle stand islamischen Überlieferungen zufolge die wahrscheinlich älteste Moschee in der Geschichte des Islam. Dem Reisebericht von Jean Louis Burckhardt zufolge war die Moschee mit einem einfachen Minarett in den Jahren 1814–1815 zum größten Teil verfallen.

## Qubāʾ und die Gründung der Moschee
Qubāʾ war schon in vorislamischer Zeit eine wichtige Siedlung in der Nähe von Yathrib, wo es auch drei Festungen eines jüdischen Stammes, wahrscheinlich von den Banū n-Nadīr gab. Die wichtigste Sippe waren hier die ʿAmr ibn ʿAuf von den Aus, nach denen die Moschee später auch benannt werden sollte. Während der Umsiedlung von Mekka nach Medina soll sich Mohammed nach seiner Ankunft am 24. September 622 (am 12. Rabīʿ al-awwal) in dieser Siedlung mehrere Tage aufgehalten haben, bevor er in Medina Einzug hielt.
Über die Moscheegründung liegen kontroverse und legendenhafte Informationen vor. Einigen Traditionen zufolge soll Mohammed die Moschee in Qubāʾ selbst gegründet und die Gebetsrichtung bestimmt haben. Daran knüpfte sich eine Erzählung, die man auch im Zusammenhang mit der darauf folgenden Moscheegründung in Medina überlieferte: Mohammed wählte den Ort in Qubāʾ aus, indem er, nachdem ein ähnlicher Versuch mit seinen Begleitern Abu Bakr und Umar fehlgeschlagen war, seinen Vetter Ali ein Kamel besteigen und dies so lange frei gehen ließ, bis es sich auf seine Knie niederließ; an dieser Stelle ließ er die Moschee dann mit mitgebrachten Steinen vom naheliegenden Lavafeld bei al-Harra (Harrat ʿAsaba, oder Harrat Qubāʾ) erbauen und legte hierbei selbst den ersten Stein.
Ibn Ishāq berichtet über die Moscheegründung in aller Kürze; Mohammed soll sich von Montag bis Donnerstag in Qubāʾ aufgehalten haben und „gründete (dort) seine Moschee.“
Vor Mohammeds Ankunft in Qubāʾ soll ein Platz allerdings schon von seinen früher ausgewanderten Anhängern und den Ansar als Gebetsort, wahrscheinlich als Musallā, benutzt worden sein. Der Verfasser der Lokalgeschichte von Medina, Umar ibn Schabba († 877), berichtet in seinem Taʾrīch al-Madīna, Die Geschichte von Medina nach medinensischen Quellen, dass bei Mohammeds Ankunft in Qubāʾ bereits eine Moschee gegeben hat, die seine Gefährten gebaut und wo sie in Richtung Jerusalem gebetet haben. „Als (Mohammed) dort ankam, betete er mit ihnen in Richtung Jerusalem und nahm an der Moschee keine Veränderungen vor“.

## Die Moschee im Koran und Hadith
Die Koranexegese bezieht die in der Sure 9, Vers 108 genannte „Kultstätte, die vom ersten Tag an auf der Gottesfurcht gegründet war“ auf die Moschee von Quba. at-Tabari hat hierzu in seiner Koranexegese mehrere Traditionen aus der Frühzeit zusammengestellt. Muhammad ibn Saʿd behandelt diese Traditionen in einem eigens dafür gewidmeten Kapitel in seinem Klassenbuch. Anderen Traditionen zufolge, die ebenfalls at-Tabari gesammelt hat, soll diese im Koran genannte „Kultstätte“ die Prophetenmoschee von Medina sein.
Die in Qubāʾ vorgefundene oder von ihm selbst gegründete Moschee soll Mohammed jedenfalls auch in der Folgezeit regelmäßig an Samstagen, manchmal beritten und manchmal zu Fuß, zum Gebet besucht haben. Daran erinnert eine auch in den heutigen Bau integrierte, der Tradition zufolge schon vom Kalifen Umar bezeugte Säule, die die Stelle zeigen sollte, an der der Prophet seine Gebete verrichtet habe.
Die Vorzüge des Gebets in der Moschee von Qubāʾ sind in der Traditionsliteratur mehrfach bezeugt. Der Prophetengefährte Sa'd ibn Abi Waqqas soll zwei Verbeugungen (Rakʿa) im Gebetsritual mehr Bedeutung beigemessen haben als zwei Reisen nach Jerusalem. al-Buchari hebt die Bedeutung der Moschee in seiner Traditionssammlung hervor und schildert die Praxis von Ibn Umar, dem Sohn des Umar ibn al-Chattab, der – wie Mohammed – Qubāʾ jeden Samstag aufzusuchen und das Gebet dort zu verrichten pflegte. Er empfahl sogar, das Gebet zu jeder Tageszeit, auch außerhalb der festgelegten Gebetszeiten, in der Moschee zu verrichten. Gemäß einer dem Propheten Mohammed zugeschriebenen Aussage ersetzt das Gebet in der Moschee von Qubāʾ die kleine Pilgerfahrt (ʿUmra) nach Mekka.
Der oben genannte Historiker Umar ibn Schabba hat in seinem dreibändigen Werk Die Geschichte von Medina die Vorzüge der Moschee von Qubāʾ und die Bedeutung der dort verrichteten Gebete mit sorgfältiger Angabe seiner Quellen auf dreizehn Seiten zusammengefasst.

## Qubāʾ während der Umayyaden
Orte, an denen Mohammed gelebt und gewirkt hat, haben sich schon in der Zeit der ersten Umayyaden zu Gedenkstätten (arabisch: maschāhid) entwickelt. In der Moschee von Qubāʾ wird die Stelle gezeigt, wo das Kamel Mohammeds niederkniete, ferner die Nische, wo er die erste Rakʿa im Gebetsritual verrichtete. Nach dem Tod Mohammeds war Qubāʾ einer der bekanntesten Gedenkorte im frühen Islam. Diese „Gedenkorte“ besuchte Sulaiman ibn Abd al-Malik im Jahre 701 während der Pilgerfahrt: Qubāʾ und andere Orte bei Medina, wie die Stätte von Maria al-Qibtiyya (Maschrabat Umm Ibrahim), der Konkubine Mohammeds und Mutter seines Sohnes Ibrahim.
An der vermuteten Stätte von Mohammeds Gebet in Qubāʾ wurde schon früh eine anfangs kleine, aber religiös bedeutende Moschee errichtet, die dann, einer anonymen Chronik zufolge, die große Gemeinsamkeiten mit dem Hauptwerk von al-Balādhurī aufweist,
zur Zeit der Umayyaden unter al-Walid ibn Abd al-Malik, zwischen 705 und 715, einen Neubau erhielt. Sie zählte allerdings nicht zu den beiden heiligen Stätten (haramain: Mekka und Medina) und gehörte auch nicht zu den drei Moscheen (Mekka, Medina, Jerusalem), deren Besuch Mohammed in einem bekannten Hadith empfohlen haben soll. Nur vereinzelt und relativ spät sind Versuche zu beobachten, Qubāʾ den gleichen Rang zukommen zu lassen, wie den drei heiligen Stätten des Islam. Gemeinsam mit der Moschee auf dem Berg Sinai gehört sie auch zu den fünf heiligsten Moscheen, in denen der geheimnisvolle al-Chidr aus Sure 18 in der Zeit bis zur Wiederkunft des Mahdi jeden Freitag zum Gebet erscheinen soll.

## Qubāʾ in der Moderne

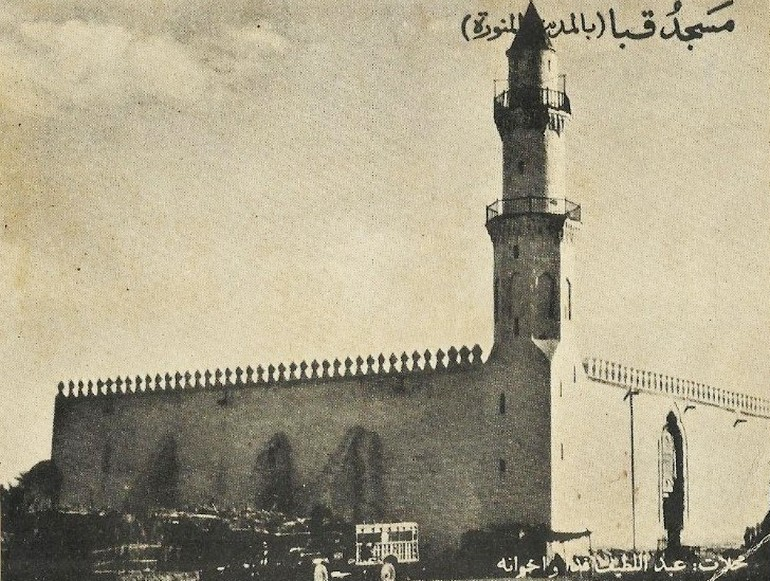
Die Moschee vor ihrem Abriss und Neubau im 20. Jahrhundert

Im islamischen Pilgermonat besuchen die Pilger nach Abschluss der Zeremonien in Mekka die Prophetenmoschee in Medina und auch die Moschee von Qubāʾ, um dort ihre freiwilligen Gebete zu verrichten. In jüngerer Zeit ist die Tendenz zu beobachten, die Moschee von Qubāʾ als die drittwichtigste Stätte neben dem Kaaba-Heiligtum und der Prophetenmoschee zu bezeichnen, deren Besuch ritualrechtlich verpflichtend sei.
Islamrechtlich ist der Besuch des Prophetengrabes in der Moschee von Medina nach den Hanafiten Sunna mit verpflichtendem Charakter, gemäß den Malikiten religiöse Pflicht (wadschib). Der Besuch anderer Orte wie Quba und Uhud wird als empfehlenswert eingestuft.
Die Moschee wurde im Laufe der Zeit mehrfach umgebaut: Im Jahre 1986 wurde ein aus dem 19. Jahrhundert stammender Bau abgerissen und durch den heutigen, rund fünfmal größeren Neubau ersetzt. Nach dem Abschluss von Erweiterungsarbeiten im Jahre 2013 bietet die Moschee nunmehr zwanzigtausend Gläubigen Platz. Damit will man den Anforderungen gerecht werden, die jedes Jahr durch den Besuch von mehr als zwei Millionen Pilgern während der Pilgerfahrt gestellt werden. Der Neubau wurde von dem ägyptischen Architekten Abdel-Wahed El-Wakil entworfen, eine Zeltdachkonstruktion von 1987 stammt von dem Stuttgarter Architekten und Frei-Otto-Schüler Mahmoud Bodo Rasch.